# 방황하는 별들
"방황하는 별들"은 1986년에 개봉한 대한민국의 영화이다.

## 캐스팅
- 박상규 : 김철진 역
- 김혜정 : 오정미 역
- 김명철 : 팔코네티 역
- 허성희 : 신디로퍼 역
- 조선묵 : 지영태 역
- 강경돈 : 이수형 역
- 김지영 : 유인자 / 여관주인 역
- 최수훈 : 김봉연 역
- 문명수 : 윤소자 역
- 김수겸 : 김수겸 역
- 김경훈 : 황금동 역
- 최호창 : 최택수 역
- 이상아 : 꽃순이 역
- 백송 : 오락실주인 역
- 최성관 : 박사 역
- 조학자 : 생선장사 역
- 신동욱 : 연구원 역
- 안진수 : 부장 역
- 박용팔 : 방범 1 역
- 한태일 : 방범 2 역
- 유경애 : 마담 역
- 김유행 : 기도주임 역
- 유일문 : 수위 역
- 나갑성 : 술집사내 1 역
- 제갈숙 : 새엄마 역
- 이선희 : 레지 역
- 김인문 : 박 순경 역
- 김희라 : 김 순경 역
- 박원숙 : 어머니 역
- 진봉진 : 아버지 역
- 송해 : 경찰서장 역 (특별출연)